# Alutiiq
 (novembre 2022).
Si vous disposez d'ouvrages ou d'articles de référence ou si vous connaissez des sites web de qualité traitant du thème abordé ici, merci de compléter l'article en donnant les références utiles à sa vérifiabilité et en les liant à la section « Notes et références ».
Cet article concerne le peuple alutiiq. Pour la langue alutiiq, voir Alutiiq (langue).

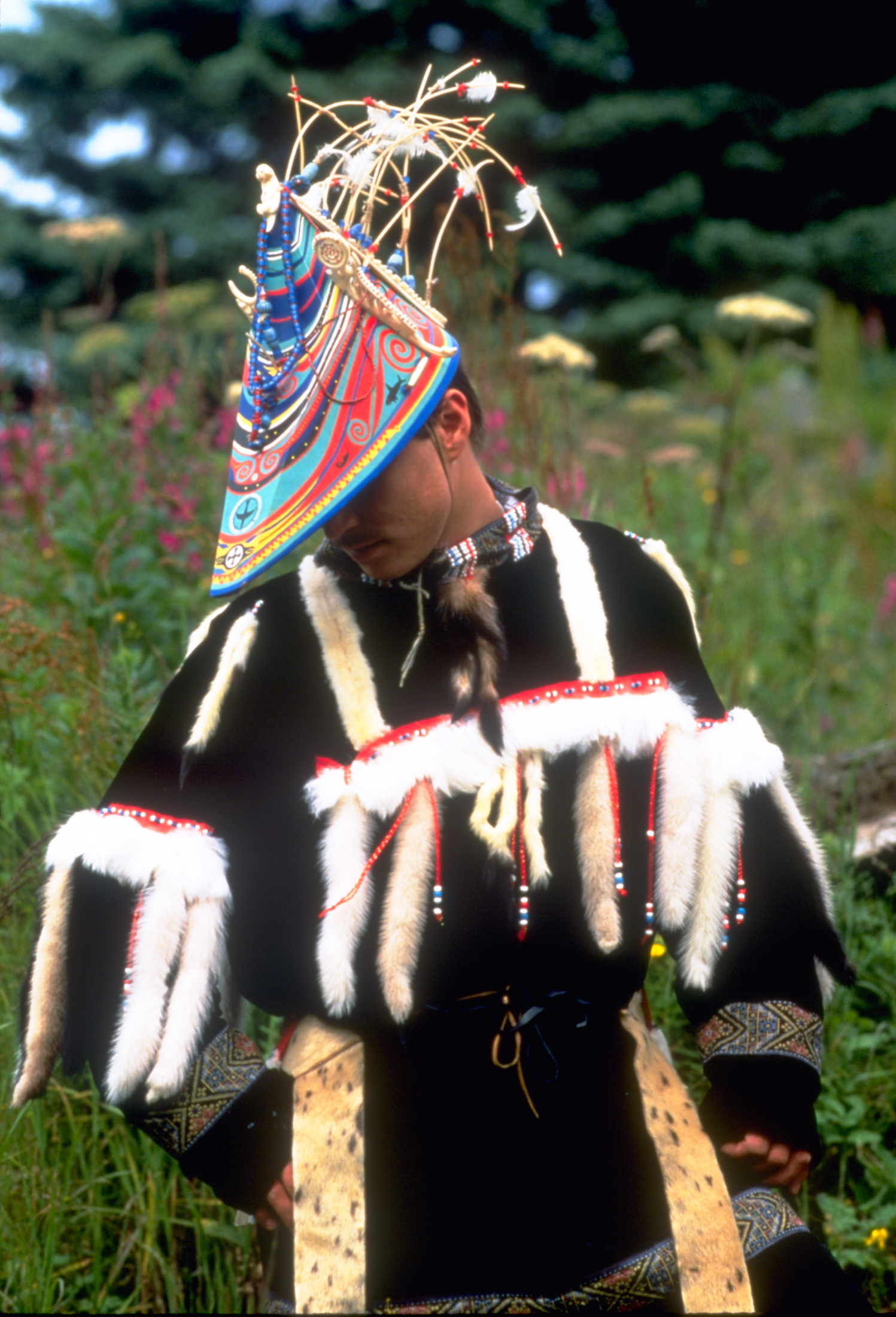
Danseur Alutiiq.

Les Alutiiq (pluriel Alutiit), aussi appelés Yupik du Pacifique ou Sugpiaq, sont la branche des Yupiks vivant sur la côte sud de l'Alaska.

## Confusion avec les Aléoutes
Il ne faut pas les confondre avec les Aléoutes, qui vivent plus au sud-ouest, y compris sur les îles Aléoutiennes. Lors des premiers contacts, les Russes ne distinguèrent pas aussitôt la spécificité de ceux qu'ils appelèrent « Aléoutes » ou « Aléoutes de Kodiak », à l'époque où il ne connaissaient pas encore les Yupiks avec lesquels ils ne purent faire un rapprochement plus judicieux. Cependant, des ressemblances avec le mode de vie des îles Aléoutiennes, puis, le fait que les Aléoutes autant que les Sugpiaq formaient ensemble l'échine dorsale de la communauté orthodoxe de l'Alaska (du moins jusqu'à la conversion de nombreux Yupik au milieu du XIXe siècle), contribuèrent à une représentation d'une identité aléoute plutôt régionale et supra-ethnique que strictement linguistique, d'où l'intégration par les Sugpiaq eux-mêmes du terme Alutiiq.

## Traditions
Traditionnellement, les Alutiiq ont un style de vie côtier, subsistant principalement grâce aux ressources de l'océan comme le saumon, le flétan et la baleine, ainsi que ressources terrestres telles que les baies et les mammifères terrestres. Avant les premiers contacts avec les commerçants de fourrure russes, les Alutiiq vivaient dans des maisons semi-souterraines appelées barabaras. Ils vivent aujourd'hui en communautés de pêcheurs, au sein desquelles ils travaillent dans tous les domaines de l'économie moderne, tout en maintenant la valeur culturelle de la subsistance.

## Langue
La langue alutiiq est relativement proche de celle parlée par les Yupik de la région de Bethel, mais elle est considérée comme une langue distincte avec deux principaux dialectes. Le dialecte Koniag est parlé dans la péninsule de l'Alaska et sur l'île Kodiak. Le dialecte Chugach est parlé dans la péninsule de Kenai et dans le détroit du Prince William. Avec une population d'environ 3 000 personnes, et quelques centaines de personnes parlant l'alutiiq, les communautés alutiiq sont en train de revitaliser leur langue.

## Sven Haakanson
Sven Haakanson anthropologue, originaire des Alutiiq, se concentre sur la documentation et la préservation de la langue et de la culture des Alutiiq. Il est lauréat du Prix MacArthur pour l'année 2007.